# Velburg
Velburg là một đô thị ở Neumarkt bang Bayern thuộc nước Đức.